# Prettau
Prettau är en ort och kommun i provinsen Sydtyrolen i regionen Trentino-Sydtyrolen i Italien. Kommunen hade 546 invånare (2018).